# 23197 Денієлкук
23197 Денієлкук (23197 Danielcook) — астероїд головного поясу, відкритий 1 вересня 2000 року.
Тіссеранів параметр щодо Юпітера — 3,470.